# Aorotrema cistronium
Aorotrema cistronium är en snäckart som först beskrevs av Dall 1889.  Aorotrema cistronium ingår i släktet Aorotrema och familjen Vitrinellidae. Inga underarter finns listade i Catalogue of Life.